# Regarde la mer
Pour plus de détails, voir Fiche technique et Distribution.
Regarde la mer est un moyen métrage français réalisé par François Ozon, sorti en 1997.

## Synopsis
Sasha, une jeune anglaise, passe ses vacances avec sa fille de dix mois sur l'Île-d'Yeu en attendant son mari, resté à Paris. Un soir, Tatiana, une routarde, lui demande l'autorisation de planter sa tente dans le jardin. Sasha accepte et l'invite plus tard à diner. Peu à peu, Tatiana va s'immiscer dans la vie de Sasha.

## Fiche technique
- Titre : Regarde la mer
- Titre anglais : See the sea
- Réalisation : François Ozon
- Scénario et dialogues : Sasha Hails, François Ozon et Isabelle Broué
- Décors : Cécile Vacheret
- Photographie : Yorick Le Saux
- Montage : Jeanne Moutard
- Musique : Éric Neveux
- Musique additionnelle : Panis Angelicus de Thomas d'Aquin interprété par Aafje Heynis[1]
- Production : Olivier Delbosc, Marc Missonnier et Nicolas Brevière
- Sociétés de production : Fidélité Films et Local Films
- Sociétés de distribution : Lazennec (France), Euro Space (Japon), BFI Video (Royaume-Uni) et Zeitgeist Films (en) (États-Unis)
- Pays d'origine :  France
- Langues : français et anglais
- Format : Moyen-métrage en couleur
- Genre : Film dramatique
- Durée : 52 minutes
- Dates de sortie : France : 3 décembre 1997
- Box-office France[2] : 6 231 entrées
- Box-office mondial[3] : 15 934 entrées
- Lieux de tournage : L'île-dYeu

## Distribution
- Sasha Hails : Sasha
- Marina de Van : Tatiana
- Samantha : Sioffra
- Paul Raoux : le mari de Sasha
- Nicolas Brevière : L'homme dans les bois (non crédité)